# Carmen Naranjo
Carmen Naranjo Coto (Cartago, 30 de enero de 1928 - San José, 4 de enero de 2012) fue una escritora y diplomática costarricense, conocida por su extensa obra literaria en los géneros de poesía, ensayo, narrativa y teatro, así como por sus cargos políticos como embajadora en Israel (1972-1974), ministra de Cultura de Costa Rica (1974-1976), directora de la Editorial Universitaria Centroamericana (EDUCA) y del Fondo de las Naciones Unidas para la Infancia (UNICEF) en América Central y México (1976-1980). Esta combinación de actividad cultural y política le ha hecho erigirse en una voz fuerte en la defensa y promoción de los derechos de las mujeres costarricenses.

## Trayectoria

### Infancia y juventud
Carmen Naranjo nació en Cartago, el 30 de enero de 1928, siendo sus padres Sebastián Naranjo Prida, de Santa Cruz de Tenerife y Caridad Coto Troyo, de ascendencia sefardí. Su padre tenía una tienda de telas. Cuando Carmen contaba con tres años, el negocio fracasó y la familia, incluyendo a sus tres hermanos Manuel, Mario, y Alfonso, se trasladó de Cartago a San José. Ahí llevaban una vida austera, de modo que Carmen y sus hermanos tuvieron que ponerse a trabajar a una edad temprana con el fin de colaborar en el mantenimiento de la familia. A la edad de siete años, mientras vivía en San José, Carmen enfermó gravemente de poliomielitis. Debido a su dolencia, comenzó a ser educada en casa privada y así inició su afición por la literatura, incluyendo las obras de Platón y Aristóteles, lo cual influyó en su subsiguiente elección de carrera.
Estudió primaria en su ciudad natal en la Escuela República de Perú y la secundaria an el Colegio Superior de Señoritas. A lo largo de su educación temprana, Naranjo se había convertido en una ávida lectora. Al graduarse de la escuela secundaria, Naranjo había leído las obras de William Faulkner, Walt Whitman, Emily Dickinson, Jules Verne, y Carson McCullers. Una de las primeras experiencias de escritura de Naranjo, en su adolescencia, fue cuando empezó a escribir discursos, en torno a la solidaridad, para su padre, quien los presentaba en un club local.
Después de sus estudios secundarios, Naranjo continuó su educación en la Universidad de Costa Rica.  Se ha dicho que debido a la experiencia de crecer con tres hermanos, Carmen "Naranjo era rebelde y aspiraba a ser médica"; sin embargo, dados los costos financieros de la escuela de medicina, Naranjo decidió estudiar artes liberales y se graduó con una licenciatura en filología española en 1953.

### Carrera literaria
Naranjo escribió múltiples libros de poesía, novelas, libros de cuentos, y ensayos. Sus novelas y cuentos han tenido mucho éxito, como su primera novela Los perros no ladraron (1966); sin embargo, Naranjo es también conocida por su poesía, como La canción de la ternura (1964) y Hacia tu isla (1966).
Después del regreso de Naranjo a Costa Rica en 1964, habiendo trabajado para las Naciones Unidas en Venezuela, su carrera literaria comenzó a despegar: se inscribió en el taller de un escritor, dirigida por Lilia Ramos (ensayista costarricense), comenzó a leer obras de autores latinoamericanos como Carlos Fuentes, Juan Rulfo, Jorge Luis Borges y Octavio Paz, y publicó sus primeros volúmenes de poesía, Hacia tu isla (1966) y Misa a oscuras (1964). Publicó su primera novela, Los perros no ladran, en 1966, y en 1968 siguieron dos más: Memorias de un hombre de palabra y Camino al mediodía. El éxito literario de sus tres primeras novelas abrió una oportunidad internacional para su carrera y su reputación literaria. Al aceptar una invitación de la Universidad de Iowa en los Estados Unidos, Naranjo pasó un año en 1969 asistiendo al Iowa Writers' Workshop, donde completó su próxima novela, Diario de una multitud (publicado en 1974).
En 1970, después del éxito de 'Camino al mediodía', que obtuvo el segundo lugar en Los Juegos Florales Centroamericanos y de Panamá, comenzó a enseñar talleres (clases de escritura), y como resultado directo de estas clases, Naranjo se inspiró para escribir su próxima novela notable, Responso Por El Niño Juan Manuel (1970).

### Vida como servidora pública.
La vida literaria de Carmen Naranjo ha sido descrita como "estrechamente vinculada" con su vida como funcionaria pública costarricense en tanto que su participación en ambos campos refleja sus propias opiniones y preocupaciones como individuo, especialmente las relativas a las clases medias y bajas costarricenses. En el área de servicios públicos, Carmen ocupó diversos cargos. Según Patricia Rubio, "Naranjo fue la primera mujer de Costa Rica para ocupar puestos administrativos importantes tanto en organizaciones nacionales e internacionales."
Su primer empleo después de graduarse en 1953 fue como vendedora en la Caja Costarricense del Seguro Social (o CCSS) y luego, poco después de que ella trabajó para las Naciones Unidas en Venezuela. Su carrera con él con las Naciones Unidas se la llevó lejos de Costa Rica, su primera vez fuera de casa durante un largo período de tiempo, durante el cual escribió su primer libro de poesía "Canción de la ternura", en el que refleja muchas temas de amor y nostalgia por su familia y de la patria.  Su libro no se publicó hasta 1964, casi una década después de que ella lo escribió. En ese mismo año, regresó a Costa Rica y al trabajo para el sector público, por primera vez para el Costa Rica Electric Company, y más tarde "como asistente del gerente de La Caja, donde eventualmente se convirtió en secretario general".
Durante dos años (1970-1972) desempeñó como subsecretaria para el Sistema de Seguridad Social de Costa Rica (La Caja) y "fue nombrada una de los mejores administradores" ... una posición nunca antes ocupado por una mujer en Costa Rica", en la que se mantuvo durante 6 años. Poco después, "su carrera en la esfera política alcanzó su pináculo cuando fue nombrada embajadora de su país en Israel (1972-1974), una experiencia que narra en su libro de ensayos Por Israel y por las páginas de la Biblia. Naranjo recibió el reconocimiento de esta posición de prestigio, así como de sus ensayos que escribió durante su estancia en Israel que se publica semanalmente en los periódicos locales de Costa Rica.  También, en respuesta a este reconocimiento, se le preguntó a servir como ministra de Costa Rica de la cultura, la juventud y el deporte por la administración de Daniel Oduber Quirós (1974-1976) cuyo objetivo era "unir a los educados y analfabetos en un proceso de formación cultural." Junto a esta posición, ella era también el coordinador administrativo del Instituto Centroamericano de Administración Pública. Naranjo renunció a su cargo como ministro de Cultura después de dos años debido a la crítica y la falta de apoyo. 
Su trabajo literario ha sido descrita por algunos críticos como "subversivo para exponer la sociedad costarricense a los males de su país a través de programas filmados .."  Estos programas fueron sobre temas de actualidad, como la deforestación, la malnutrición, la pobreza y el alcoholismo. Su participación en el sector público no terminó con esta situación desalentadora. Ella continuó participando en varias capacidades políticas y culturales, como ella era vicepresidente de la Asociación de escritores del Caribe y Centroamérica y de la Asociación Mundial de Periodistas y Escritores (1976-1978), asesor de Organización de Estados Americanos y a partir de 1978-1982, primero en Guatemala, y luego en México, era representante costarricense de UNICEF. Cuando regresó a Costa Rica en 1982, ocupó el cargo de director del Museo de Arte Costarricense e inició una posición de liderazgo a cargo de la Editorial Universidad de América Central, en 1984. Durante este tiempo (diez años), en 1989, se elaboró y promovió Ley de la Igualdad Real y era un líder de los derechos de las mujeres costarricenses.
A lo largo de la carrera y éxitos multifacético de Naranjo, Costa Rica ha reconocido su contribución y ha otorgado sus múltiples premios de prestigio (ver más abajo), las posiciones y toda una "semana cultural se celebró en su honor en 1989 en la Universidad de Coste Rica, IV Semana Cultural en Homenaje de Carmen Naranjo".

### Años Finales
Carmen Naranjo iba regularmente a su cabaña situada en una plantación de café, cerca de Alajuela lo que le permitió "retiro de la vida agitada de san José", donde pasó la mayor parte de su tiempo con sus talleres y perseguir su propio obras.Después de su muerte el 4 de enero de 2012, el ministro de Cultura, Manuel Obregón, dijo que “Ella tiene dos facetas importantes. Una es como gestora cultural –en su faceta como Ministra- que es básica y trascendental. Por otra parte su faceta literaria, la parte poética que es la que me parece que tuvo unos momentos sumamente importantes para la poesía mundial, eso por el lado artístico”.

## Características de su Obra
Carmen Naranjo tuvo una amplia gama de experiencia dentro de los mundos de la literatura y políticos costarricenses, algo que se articula en sus obras y sirve como un modelo de liderazgo femenino y de la creatividad. A través de su escritura, Naranjo llegó a ser un activista cultural, comprometido con la eliminación de la apatía y de la hipocresía y el uso de su experiencia, el conocimiento y la crítica detallada de la situación humana para mejorar y demostrar la importancia de la cultura en América Latina.
La variedad de temas en la obra de Naranjo es muy amplia, así como las audiencias para que ella escribió. En general, hasta sus trabajos más técnicos se han descrito para "centrarse en las cuestiones de la interacción humana y la preocupación." Preguntada en una entrevista sobre si existen "culturas masculinas y femeninas distintas," respondió: "No, solamente hay cultura humana, creada para todos."
Por toda la variedad entre los distintos textos que ha escrito, y su "deseo de diversida técnica" (122), la crítica Alicia Miranda Hevia ha observado ciertos puntos que tienen en común, entre ellos, primero, "una visión moralista [...] una actitud crítica, moralizadora" (126, 127), y, segundo, un enfoque en el entorno urbano: "el escenario universadl de Naranjo es la ciudad."
En sus obras de narrativa, ella trató del tema de nuestra sociedad actual: la deshumanización y la crisis de valores que sufre el mundo contemporáneo están vistos en los cuentos.[cita requerida]

### Temas
Naranjo fue influenciada por "su profundo conocimiento de los funcionamientos internos de la burocracia y su 'intenso amor por el ser humano.'"
Los temas que se cubren en sus obras son: "la frustración humana, el aislamiento, el abandono y la soledad, la existencia alienada de los individuos en una sociedad materialista y rutinaria conducido. Naranjo, sin embargo, busca identificar las fuerzas que impulsan a los seres humanos, a pesar de las probabilidades enormemente desfavorables, hacia el logro de una vida plena y la realización de su humanidad."
- Libros: aspectos humanos de la administración, "cuestiones para las mujeres rurales y de trabajo, el alcoholismo, la crianza de los hijos, la educación y la distribución de los libros."[21]
- Artículos periodísticos: "Literatura, teatro de arte, Temas de mujeres, humor, de comunicación de masas, el turismo, y sociales, económicos y problemas políticos."[22]

En los cuentos de Hoy es un largo día, Nunca hubo alguna vez y Ondina "Hay cuentos realistas y fantásticos; los que versan sobre la problemática socioeconómica o la estética o la psicolópgica; los hay de misterio y de alegoría; tanto del pueblo rural como de la urbe moderna, y los que tienden hacia el lirismo o hacia la exposición dramática."

### Estilo de escritura
"Ella es mejor conocida por su técnica innovadora obra en prosa." "En el trabajo en el que experimenta con estructuras fragmentarias y reduce personajes hasta el nivel de una mera voz, como en Diario de una multitud (1974); ella usualmente elimina la guía del narrador de diálogos o elige una estructura dialógica como en Los perros no ladraron (1966)."
- Hombre
  - La razón por la que usa a los hombres como personajes principales es porque siempre vivió en un mundo de hombres. Por lo tanto se convirtió interesado en mirar a través de las novelas.[24]

## Sinopsis de algunos libros

### Los Perros no ladraron
"Representa a un día de la vida de un burócrata de nivel medio sin nombre que, hasta el punto de auto-negación, está subordinada al sistema y las exigencias humillantes de su jefe. Mediante el uso de una estructura dialógica, la novela ofrece una visión cruda y sin mediación de la mediocridad que permea el sistema burocrático y los efectos deshumanizantes de la rutina diaria tiene sobre quienes participan en ella. La mayoría de los personajes de la novela son individuos frustrados y egoístas cuya única preocupación es su movilidad ascendente; que no dudan en socavar sus compañeros de trabajo de toda la vida con el fin de lograr el reconocimiento y el progreso personal. Los que escapa a esta caracterización y son sinceramente interesados y dedicados a sus víctimas caídas trabajo a las luchas internas por el poder."

### América(Poesía, 1961)
"Poema de largo aliento (880v), en el que la novel escritora se planta geográfica y sentimentalmente en América para reconocerse y proyectarse como hija del mestizaje. Canto de una América concebida como ubicación geográfica de sugestivas imágenes y abundante vegetación-adjetivación, a través de la cual nos invita a penetrar en su interior: en la interioridad territorial con toda la carga de memoria histórica y la interioridad de la autora con toda la carga de su ser emocional, porque para ella: "América es algo más que una silueta en el mapa/América es un corazón solitario/América es un camino humano donde todavía lucha un hombre por la libertad."

### Hoy es un largo día(Cuentos, 1972)
Trece cuentos en los que, de forma amena, se pasa de la picardía de Leonor, "Doña Leonor y la Leonor sonríen en el mismo espejo", a la experiencia de soñar despierto o pesadillas en el ascensor en las que "el miedo hizo temblar las palabras". Se disfruta con las ocurrencias surgidas en una reunión de viejitas muertas, a donde una de ellas se presenta con "la cabeza en la mano como si fuera un trofeo"; se asiste, además, a la infinidad de cosas que ocurren porque "en los ojos de los otros hay siempre un velo, por eso no se sabe a ciencia cierta que están viendo o dejando de ver", para continuar jugando en otros cuentos y, mediante el lenguaje, mostrarnos que la belleza y el esplendor, como las flores, duran muy poco, casi muy poquito;  o para recordarnos que la conciencia es la única capaz de diluciar entre el bien y el mal, entre el amor y el odio. En suma, los cuentos plantean una reiteración de la realidad-real porque esta siempre será relativa y , por ende como seres humanos, nos movemos entre la apariencia, el absurdo y la imaginación."

### "Nunca hubo alguna vez" (Cuentos, 1984)
Diez cuentos dedicados. Narra en la psicología de la mente infantil. Aparte de "Dieciocho formas de hacer una cuadrado" y "Contame un cuento", los niños buscan "de su individualidad, tratando de encontrar modelos que seguir, pero sucesivamente desilusionados ante la destrucción de éstos a medida que creen, aceptando la realidad de los adultos y adaptándose a ella."

## Reconocimientos
Carmen Naranjo ha recibido numerosos premios:
- la Orden de Alfonso X el Sabio concedida por España en 1977[28]
- la Orden al Mérito Docente y Cultural Gabriela Mistral concedida por el Gobierno de Chile en 1996
- El Premio Nacional de Cultura Magón en 1986, considerado el más alto honor concedido al artista costarricense
- El Premio Nacional Aquileo J. Echeverría por las novelas "Los perros no ladraron," 1966 y Responso por el niño Juan Manuel, 1971
- El Premio Editorial Costa Rica por Hoy es un largo día, 1973[20]
- El Premio EDUCA (Editorial Universitaria Centroamericana) por Diario de una multitud en 1974[20]
- El Premio EDUCA (Editorial Universitaria Centroamericana) por el cuento Ondina en 1982, antes de ser publicado en 1985[20]
- El Premio Nacional Aquileo J. Echeverría en 1987 en cuento y novela
- Ganó "americano juegos florales centrales" en 1967 y 1968[20]
- Ganó los "Juegos florales centroamericanos" tres veces por Camino al medio día (1968), Diario de una multitud (1974) y  Sobrepunto (1985)
- Fue miembro de la Academia Costarricense de la Lengua desde 1988.

## Obras
Para una bibliografía más detallada, véase Acuña, 1990.
| - Naranjo, Carmen (1966). Los perros no ladraron. San José, Costa Rica: Costa Rica. ISBN 9789977233611. - Naranjo, Carmen (1968). Memorias de un hombre palabra. San José, Costa Rica: Costa Rica. OCLC 253403510.} - Naranjo, Carmen (1968). Camino al mediodía. San José, Costa Rica: Lehmann. OCLC 233674435. - Naranjo, Carmen (1971). Responso por el niño Juan Manuel. San José, Costa Rica: Conciencia Nueva. OCLC 1743883. - Naranjo, Carmen (1974). Diario de una multitud. San José, Costa Rica: Editorial Universitaria Centroamericana. OCLC 3847875. - Naranjo, Carmen (1985). Sobrepunto. San José, Costa Rica: Editorial Universitaria Centroamericana. ISBN 9789977300634. - Naranjo, Carmen (1987). El caso 117.720. San José, Costa Rica: Costa Rica. ISBN 9789977234168. - Naranjo, Carmen (1976). Por Israel y por las páginas de la Biblia. San José, Costa Rica: Fotorama de C.A.S.A. ISBN 9789968410564. - Naranjo, Carmen (1977). Cinco temas en busca de un pensador. San José, Costa Rica: Ministerio de Cultura, Juventud y Deportes. OCLC 3846106. - Moreno, Graciela; Naranjo, Carmen (1985). Estancias y días. San José, Costa Rica: Costa Rica. ISBN 9789977231976. - Naranjo, Carmen (1989). Mujer y cultura. San José, Costa Rica: Editorial Universitaria Centroamericana. OCLC 20137642. - Naranjo, Carmen (1974). Hoy es un largo día. San José, Costa Rica: Costa Rica. OCLC 2877213. - Naranjo, Carmen (1983). Ondina. San José, Costa Rica: Editorial Universitaria Centroamericana. ISBN 9789977300061. - Naranjo, Carmen (1984). Nunca hubo alguna vez. San José, Costa Rica: Editorial Universidad Estatal a Distancia. ISBN 9789977641690. - Naranjo, Carmen (1989). Otro rumbo para la rumba. San José, Costa Rica: Editorial Universitaria Centroamericana. ISBN 9789977301327. - Naranjo, Carmen (1994). En partes. San José, Costa Rica: Farben Grupo Editorial Norma. ISBN 9789977986548. - Naranjo, Carmen (1998). Pasaporte de palabras. San José, Costa Rica: Editorial Mesén. ISBN 9789977903392. - Naranjo, Carmen (1999). Los poetas también se mueren. San José, Costa Rica: Editorial Tecnológica de Costa Rica. ISBN 9789977661155. - Naranjo, Carmen (2003). Los girasoles perdidos. San José, Costa Rica: Editorial Osadia. ISBN 9789968943000. | - Naranjo, Carmen (1961). América (Poema geográfico y sentimental). - Naranjo, Carmen (1964). Canción de la ternura. San José, Costa Rica: Elite de Lilia Ramos. OCLC 253398294. - Naranjo, Carmen (1966). Hacia tu isla. San José, Costa Rica: Artes Gráficas. OCLC 4759792. - Naranjo, Carmen (1967). Misa a oscuras. San José, Costa Rica: Costa Rica. OCLC 3191803. - Naranjo, Carmen (1970). Idioma del invierno. San José, Costa Rica: Conciencia Nueva. OCLC 253442730. - Naranjo, Carmen (1977). Mi guerrilla. San José, Costa Rica: Editorial Universitaria Centroamericana. OCLC 33176513. - Naranjo, Carmen (1981). Homenaje a Don Nadie. San José, Costa Rica: Costa Rica. OCLC 9072945. - ¡Y así empezó!, Ciudad de Panamá, Teatro Nacional de Panamá, 24 de febrero de 1969. - Adivíneme usted, San José, Teatro Nacional, septiembre, 1980. - Naranjo, Carmen (1971). Las relaciones públicas en las instituciones de seguridad social. Washington, DC: Secretaría General, Organización de los Estados Americanos. OCLC 12653541. - Naranjo, Carmen (1978). Cultura: 1. La acción cultural en Latinoamérica; 2. Estudio sobre la planificación cultural. San José, Costa Rica: Instituto Centroamericano de Administración Pública. OCLC 253345913. - Naranjo, Carmen (1979). Ejercicios y juegos para mi niño (de 3 a 6 años). Guatemala: UNICEF. OCLC 52507923. - Naranjo, Carmen (1981). La mujer y el desarrollo. México: UNICEF, SEP, Diana. ISBN 9789681313364. - Naranjo, Carmen (1982). Mi niño de 0 a 6 años. Guatemala: UNICEF. OCLC 9709368. - Naranjo, Carmen (1990). Ventanas y asombros. San José, Costa Rica: Editorial Universitaria Centroamericana. OCLC 9789977301648. Drawings. |